# Sumberputih
Sumberputih is een bestuurslaag in het regentschap Malang van de provincie Oost-Java, Indonesië. Sumberputih telt 5345 inwoners (volkstelling 2010).